# Göllin
Göllin ist ein Ortsteil der Gemeinde Bernitt im Landkreis Rostock in Mecklenburg-Vorpommern.

## Geografie und Verkehrsanbindung
Der Ort liegt südwestlich des Kernortes Bernitt an der Landesstraße 14. Das 110 ha große Naturschutzgebiet Hohe Burg und Schwarzer See liegt östlich. 
Nördlich vom Ort verläuft die A 20.